# یواس‌اس هامینگبرد (ای‌ام‌اس-۱۹۲)
یواس‌اس هامینگبرد (ای‌ام‌اس-۱۹۲) (به انگلیسی: USS Hummingbird (AMS-192)) یک کشتی بود که طول آن ۱۴۴ فوت ۳ اینچ (۴۳٫۹۷ متر) بود. این کشتی در سال ۱۹۵۴ ساخته شد.